# Сколль
Сколль (др.-сканд. Skoll, Skøll, Skjøll — «предатель») — в скандинавской мифологии варг, каждый день преследующий Соль (солнце), чтобы съесть.
У Сколля есть брат Хати, который преследует Мани (месяц). Они оба, вероятно, являются сыновьями Фенрира. Согласно скандинавской мифологии, когда Сколль очень близко приближается к Соли, случаются солнечные затмения. Согласно пророчеству, в день рагнарёка они догонят и съедят Соль и Мани. Тогда наступит конец всему живому.